# Noctitrella hirsuta
Noctitrella hirsuta är en insektsart som beskrevs av Sigfrid Ingrisch 1997. Noctitrella hirsuta ingår i släktet Noctitrella och familjen syrsor. Inga underarter finns listade i Catalogue of Life.